# Meles Zenawi
Meles Zenawi Asres (em ge'ez: መለስ ዜናዊ አስረስ, transl. Mäläs Zenawi Äsräs; nascido Legesse Zenawi Asres, Adua, 8 de maio de 1955 – Bruxelas, 20 de agosto de 2012) foi um  político e ex-guerrilheiro etíope, primeiro-ministro do seu país desde 23 de agosto de 1995 até à sua morte em 20 de agosto de 2012.
Líder da Frente de Libertação dos Povos do Tigré, partido que integra a coalizão  Frente Democrática Revolucionária do Povo Etíope, foi também a principal figura da revolta que, em 28 de maio de 1991, depôs o ditador Mengistu Haile Mariam, após o que, Meles Zenawi presidiu o governo de transição até 1995, quando foi designado para o cargo de primeiro-ministro da Etiópia.

## Biografia
Nascido em Adua, uma pequena cidade da província do Tigré, no então Império Etíope, estudou na Queen of Sheba Junior Secondary School e na General Wingate School em Addis Abeba, onde concluiu os estudos secundários em 1972. No mesmo ano, ingressou na faculdade de medicina da Universidade Haile Selassie I, atual Universidade de Adis Abeba. Sua passagem pela universidade coincidiu com a crise política que culminou com a deposição do negus Hailé Selassié, em 1974, levando ao poder de facto, o tenente-coronel Mengistu, de orientação marxista-leninista. No mesmo ano, Zenawi interrompeu seus estudos para se unir à Frente de Libertação do Povo do Tigré (FLPT), um movimento de guerrilha atuante no norte do país e contrária ao regime do Derg, a junta militar que havia sucedido ao imperador Hailé Selassié, após um golpe de estado. Zenawi muda seu nome de batismo, "Legesse", adotando seu nome de guerra, "Meles".

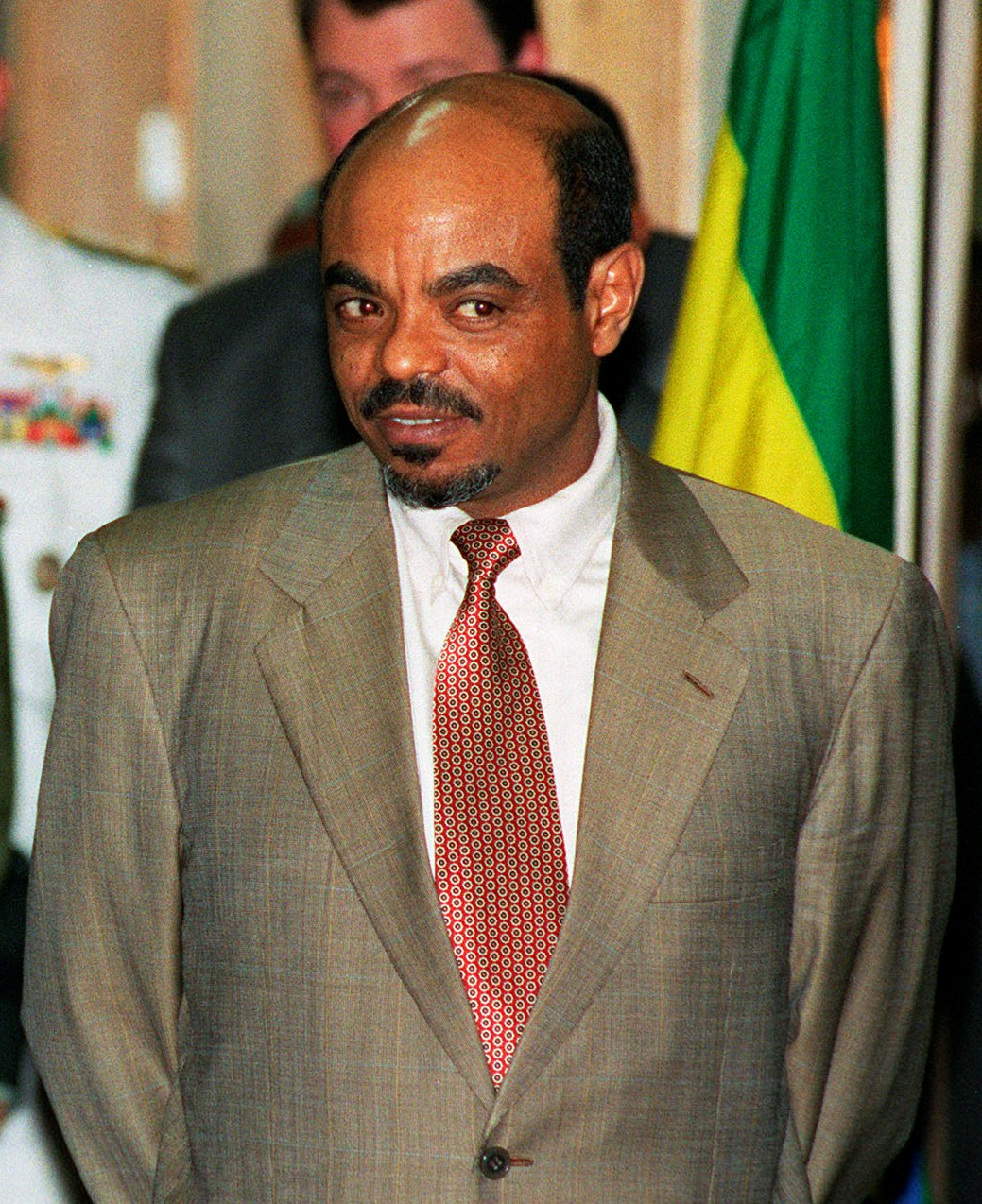
Meles Zenawi, 2002.

Em 1979 foi eleito para chefiar o conselho diretor do partido e, mais tarde, torna-se presidente do seu comitê executivo. Em 1989 tornou-se presidente da Frente de Libertação dos Povos do Tigré e também da Frente Democrática Revolucionária do Povo Etíope (FDRPE), uma coalizão de quatro partidos dominada pelo movimento de Meles Zenawi.

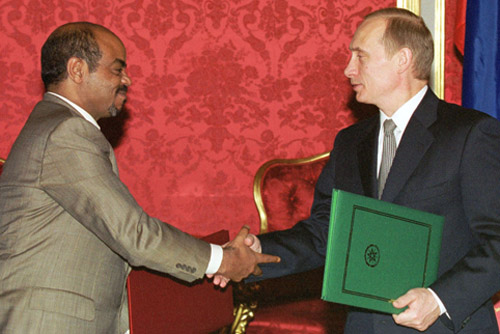
Zenawi e o presidente russo Vladimir Putin em dezembro de 2001.

Após a queda oficial do regime do Derg, em 28 de maio de 1991, Zenawi tornou-se presidente do governo de transição, função que exerceu até 22 de agosto de 1995. Nesse período, empreendeu uma série de reformas no país, instituindo o multipartidarismo, a liberdade religiosa, eleições democráticas e a privatização de certos setores da economia. Seu mandato foi também marcado pela secessão da Eritreia, formalizada por um referendo, em 1993, após uma guerra de mais de trinta anos. Também durante seu governo, foi promulgada uma nova constituição, em 1994, e assim a Etiópia tornou-se oficialmente a República Federal Democrática da Etiópia. Em termos administrativos, o país foi dividido em regiões correspondentes às diversas etnias. 
Após as eleições de 1995, Meles Zenawi tornou-se oficialmente o primeiro-ministro do país, em 23 de agosto. Foi reeleito em 2000, 2005 e 2010. Desde 6 de junho de 2007 foi presidente da NEPAD.

## Morte
Em 20 de agosto de 2012 Zenawi morreu, pouco antes da meia-noite, na sequência de uma infecção, tendo sido substituído interinamente pelo primeiro-ministro adjunto Hailemariam Desalegn.